# Ernst Pfundt
Ernst Pfundt   (Dommitzsch, 1806 - Leipzig, 1871) fou un percussionista alemany.
Pfundt era el fill del matrimoni entre el cantor Christian August Pfundt i Johanna Christiania Friederika Wieck (* 1767), germana de Friedrich Wieck. Va estudiar entre 1827 i 1830 i de 1832 a 1835 teologia i filosofia a la Universitat de Leipzig. I a continuació, va prendre classes de piano amb Friedrich Wieck (pare de Clara Wieck). Després es dedicà al piano, i durant un cert temps fou professor de pianos i directors de cors en el teatre Municipal de Leipzig; finalment, el 1835, Felix Mendelssohn Bartholdy el va emprar com a timangarista a l'Orquestra Gewandhaus, i també va servir a l'orquestra de teatre de la ciutat, assolint molta fama en aquesta professió.
Va pertànyer a Leipzig al cercle més proper d'amics de Robert Schumann, que el va anomenar "Vetter Pfund".
El 1849 va publicar una guia sobre els timbals (1849), que aviat es va establir com a obra estàndard. També va inventar algunes millores en el seu instrument.